# Łoździany (przystanek kolejowy)
Łoździany (lit. Lazdėnai, ros. Лазденай) – przystanek kolejowy w pobliżu miejscowości Łoździany, w rejonie elektreńskim, w okręgu wileńskim, na Litwie. Położony jest na linii Wilno – Kowno.

## Historia
Przystanek istniał w czasach II Rzeczypospolitej. Nosił wówczas nazwę Zawiasy i był ostatnim punktem zatrzymywania się pociągów w Polsce, przed granicą z Litwą. Kończył tu bieg pociąg z Wilna.
Po podpisaniu w 1938 polsko-litewskiej umowy o komunikacji kolejowej, zdecydowano o rozbudowie przystanku i powstaniu w tym miejscu stacji kolejowej, na której najpóźniej od 15 maja 1940 miały odbywać się kontrole celno-graniczne towarów i podróżnych podróżujących do i z Litwy (do czasu powstania stacji lub wyznaczonej daty tymczasowo kontrole odbywały się w Landwarowie), jednak wybuch II wojny światowej pokrzyżował te plany. Stacją graniczną po stronie litewskiej były Jewie.